# Hugo Dausmann
Hugo Dausmann (* 12. September 1942 in Münchweiler an der Rodalb) ist ein ehemaliger deutscher Fußballspieler, der auf der Position des Stürmers spielte.

## Karriere
Aus dem eigenen Nachwuchs wurde der 19-jährige Offensivspieler zur letzten Runde der alten erstklassigen Fußball-Oberliga Südwest, 1962/63, in den Vertragsspielerkader der Elf vom Stadion an der Zweibrücker Straße übernommen. Kurz nach seinem 20. Geburtstag, am 7. Oktober 1962, debütierte er in der Mannschaft von Trainer Alfred Preißler in der Oberliga. Vor 10.000 Zuschauern gewann der FKP mit 3:1 Toren das Heimspiel gegen den späteren Meister 1. FC Kaiserslautern. Dausmann gehörte danach bis Rundenende der Stammbesetzung an und Pirmasens belegte punktgleich (je 41:19) mit dem Vize Borussia Neunkirchen den dritten Rang. Die Vizemeisterschaft wurde am letzten Rundenspieltag durch eine 0:1-Auswärtsniederlage bei TuS Neuendorf verspielt. Borussia Neunkirchen gewann zeitgleich das Heimspiel mit 4:0 Toren gegen den BSC Oppau und stellte damit die Punktgleichheit her und setzte sich mit dem besseren Torverhältnis durch. Der Debütant in der Oberliga, Hugo Dausmann, hatte in 24 Ligaspielen acht Tore an der Seite der Offensivspieler Horst Brill, Heini Seebach, Heinz Hohmann, Helmut Kapitulski und Hilmar Weishaar erzielt. Er spielte von 1962 bis 1965 für den FK Pirmasens. Nachdem der FK Pirmasens die Qualifikation zur neu gegründeten Bundesliga verpasst hatte, bestritt er die beiden folgenden Spielzeiten in der zweitklassigen Regionalliga Südwest und wurde 1963/64 mit dem FKP Vizemeister im Südwesten. Im ersten Aufstiegsspiel zur Fußball-Bundesliga überhaupt, am 6. Juni 1964, im heimischen Horebstadion gegen den klar favorisierten Westmeister Alemannia Aachen, erzielte der flinke und ballgewandte Mittelstürmer vor 15.000 Zuschauern zwei Tore zum 3:0-Heimsieg gegen die Tivoli-Elf.
1965 wechselte er zum amtierenden Deutschen Meister Werder Bremen. Höhepunkt seiner Zeit bei Werder war das Spiel am 31. Spieltag bei Borussia Mönchengladbach am 30. April 1966, in dem er beim 7:0-Auswärtssieg vier seiner fünf Saisontore erzielte.
Nach nur einer Saison in Bremen kehrte er für zwei Jahre nach Pirmasens zurück.
1968 wechselte Dausmann zu Rot-Weiß Oberhausen in die Regionalliga West. Am Ende der Saison gewann er mit den Rot-Weißen die Meisterschaft und schaffte den Aufstieg in die Bundesliga. Dausmann erzielte hier 15 Tore in 34 Spielen. In der Aufstiegsrunde erzielte der Mittelstürmer in acht Partien sechs weitere Tore und setzte sich mit RWO vor dem punktgleichen Freiburger FC und SV Alsenborn durch.
In der ersten Bundesligasaison der Oberhausener bestritt Dausmann alle 34 Saisonspiele, in denen er wiederum 15 Tore erzielte; darunter auch das erste in der Vereinsgeschichte beim 3:1-Sieg im Heimspiel gegen Eintracht Frankfurt am 16. August 1969 (1. Spieltag). Zur folgenden Saison wechselte er zu Rot-Weiss Essen. In der 1. Runde des DFB-Pokals kam er bei der 1:5-Niederlage gegen den 1. FC Köln zum Einsatz, wurde jedoch beim Stand von 0:2 in der 33. Minute ausgewechselt. Wenige Tage vor dem Spiel gegen seinen alten Verein Rot-Weiß Oberhausen wurde Dausmann in einen Verkehrsunfall verwickelt, bei dem er schwer verletzt wurde. Eine Achillessehnenreizung während des Aufbauprogramms zwang Dausmann zu einer weiteren Operation, so dass er während der gesamten Saison kein einziges Meisterschaftsspiel für die Essener absolvierte.
Nach einem Wechsel zu Borussia Neunkirchen in die Regionalliga Südwest kehrte er 1972 nach Oberhausen in die Bundesliga zurück, wo er nur noch zu drei Einsätzen kam, bei denen er jeweils in der zweiten Halbzeit eingewechselt wurde. Insgesamt wird Dausmann in der Regionalliga Südwest beziehungsweise West mit 136 Spielen und 70 Toren geführt.